# Opéra national en région
Pour les articles homonymes, voir ONR.
Opéra national en région (ONR) est, dans la politique culturelle française, un label officiel accordé par le ministère de la Culture à des institutions culturelles situées hors de l'Île-de-France qui se consacrent à la production et à la diffusion d'œuvres et de spectacles d'art lyrique.
L'objectif de cette labellisation est « d'harmoniser la politique lyrique sur le territoire national » par rapport à la capitale qui bénéficie dans ce domaine de deux établissements publics qualifiés de nationaux (Opéra national de Paris et Théâtre national de l'Opéra-Comique).
Ce label a été attribué à partir de 1996 à six opéras, qui se distinguent parmi les 24 maisons d'opéras situées hors de l'Île-de-France.

## Historique
Le label est attribué à partir de 1996 pour une durée de cinq ans, sous forme d'une appellation octroyée à travers des conventions pluriannuelles d'objectifs, passées entre l'État et les collectivités territoriales responsables de l'établissement. L'objectif de cette labellisation est « d'harmoniser la politique lyrique sur le territoire national » par rapport à la capitale qui bénéficie dans ce domaine de deux établissements publics qualifiés de nationaux (Opéra national de Paris et Théâtre national de l'Opéra-Comique). Cinq institutions sont ainsi labellisées entre 1996 et 2006. Ces cinq institutions sont reconnues par une circulaire du 31 août 2010 adressée aux directions régionales des Affaires culturelles,.
Le label est concrétisé par le décret du 28 mars 2017,,, pris pour l'application de l'article 5 de la loi no 2016-925 du 7 juillet 2016 qui prévoit la possibilité pour le ministère de la Culture d'attribuer des labels aux structures « dont le projet artistique et culturel présente un intérêt général pour la création artistique dans les domaines du spectacle vivant ou des arts plastiques » et situées hors de l'Île-de-France,,.
Une sixième institution est labellisée en 2021.

## Liste des structures labellisées Opéra national en région
En 2023, six institutions culturelles disposent du label « Opéra national en région », :
- 1996 : Opéra national de Lyon
- 1997 : Opéra national du Rhin à Strasbourg, Mulhouse et Colmar
- 2001 : Opéra national de Bordeaux
- 2002 : Opéra national de Montpellier
- 2006 : Opéra national de Lorraine à Nancy
- 2021 : Théâtre du Capitole de Toulouse[c]

## Cahier des charges
L'arrêté du 5 mai 2017 fixe le cahier des missions et des charges relatif au label « Opéra national en région ».
Les objectifs que ce contrat donne aux structures labellisée reflètent la politique culturelle de l'État :
- artistique : qualité et programmation couvrant toutes les époques, y compris contemporaine ;
- professionnel : entretien de troupes permanentes et insertion de jeunes artistes ;
- territorial : représentations en région ;
- social : sensibilisation de nouveaux publics.

## Avantages
Le label « Opéra national en région » s'accompagne de subventions de l'État et des collectivités territoriales,.

## Statuts
Les institutions disposant du label « Opéra national en région » sont de statuts juridiques variés : associations (Lyon et Montpellier), régies municipales (Bordeaux, Nancy et Toulouse), ou syndicat intercommunal (Opéra national du Rhin) ; à titre de comparaison, l'opéra national de Paris est un EPIC.

## Efficacité
En 2020 est rendu public un rapport de l'Inspection générale des affaires culturelles (IGAC) de 2018 sur les structures labellisées « Opéra national en région », assez critique sur l'efficacité du dispositif.